# Pasadena Playhouse

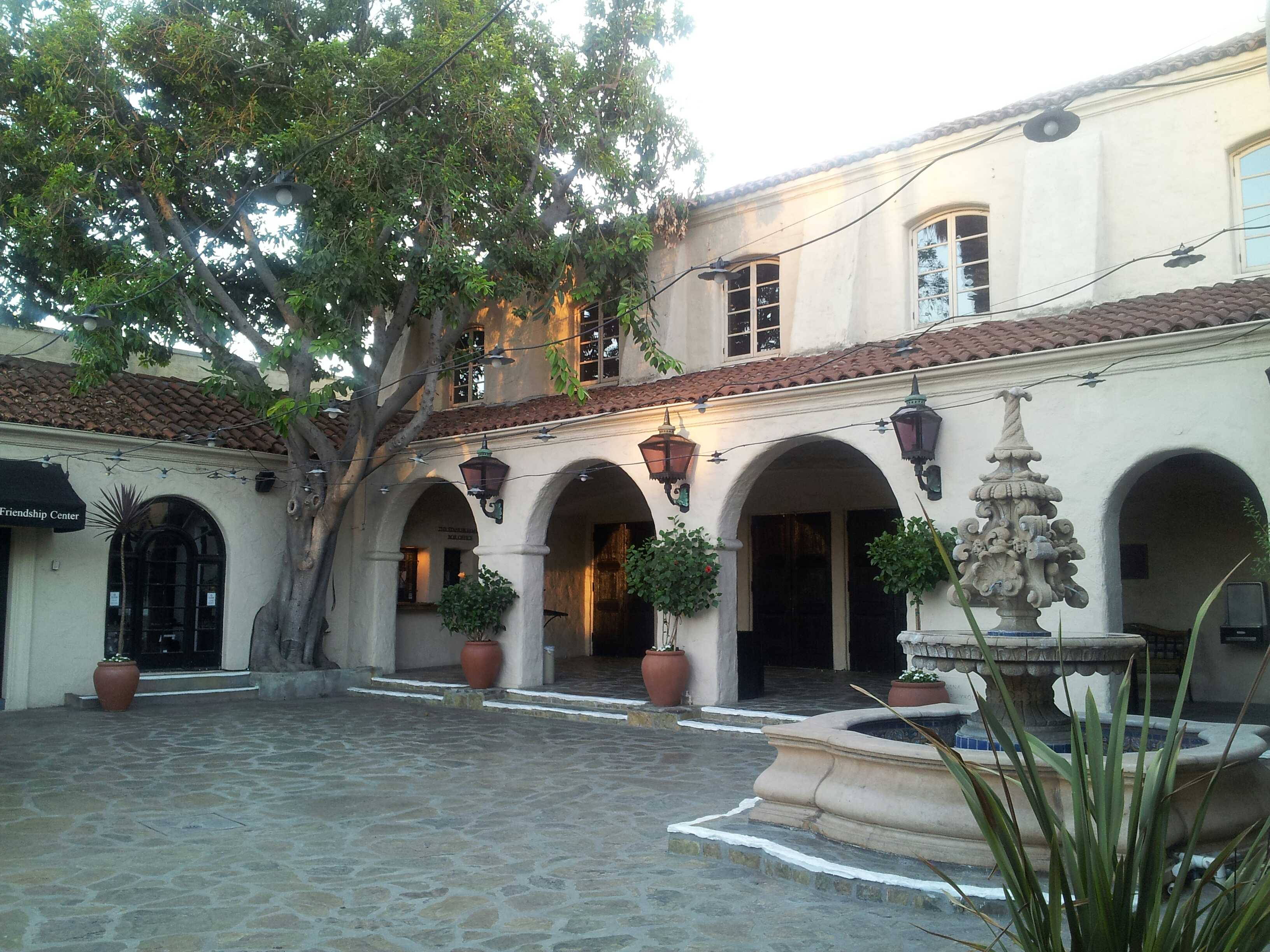
Pasadena Playhouse

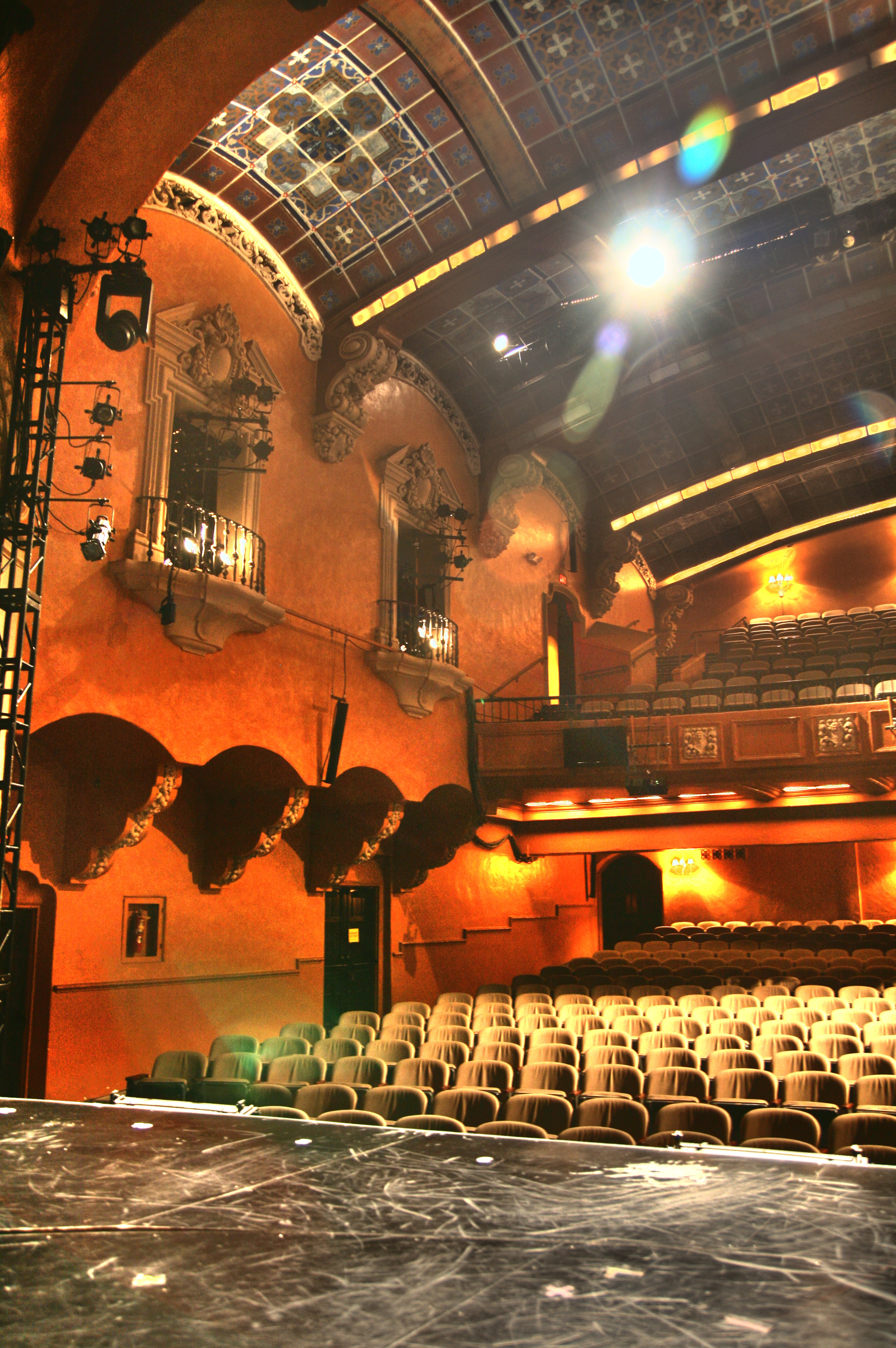
Blick in den Zuschauerraum

Das Pasadena Playhouse ist ein Theater in Pasadena bei Los Angeles in Kalifornien. Es wurde von den Architekten Elmer Grey, A. Dwight Gibbs und Cyril Bennett entworfen und gebaut. Der Zuschauerraum hat 686 Sitze. Das Theater zeigt vor allem selbst produzierte Schauspiele und Musicals.

## Geschichte
Seit etwa 1912 entwickelte sich in den Vereinigten Staaten das „Little Theatre Movement“ (Bewegung für kleine Theater) in Städten und Gemeinden. Das Ensemble, für das später das Pasadena Playhouse errichtet wurde, lässt sich auf das Jahr 1916 zurückführen, als der Schauspieler und Regisseur Gilmor Brown begann, in einem renovierten Burlesque-Theater mit seiner Gruppe The Gilmore Brown Players eine Reihe von Theaterstücken zu produzieren. Brown gründete 1917 die Community Playhouse Association of Pasadena. Diese Laientheater-Gruppe wuchs schnell, und so begann im Mai 1924 der Bau des Theaters an der 39 South El Molino Avenue. Das Theater wurde 1925 fertiggestellt. Das Theater wurde im Stil des Spanish Colonial Revival von dem Künstler und Architekten Elmer Grey entworfen. 1937 wurde das Playhouse vom kalifornischen Parlament zum offiziellen Staatstheater von Kalifornien ernannt.

### Schauspielschule
Eine Schauspielschule wurde in den späten 1920er Jahren gegründet, die 1937 als akkreditiertes College anerkannt wurde. Dort studierten einige prominente Schauspieler, unter anderem Raymond Burr, Victor Mature, Ernest Borgnine, Eleanor Parker, Charles Bronson, Makoto Iwamatsu, Jamie Farr, Gene Hackman, Dustin Hoffman und Sally Struthers.
Aufgrund von Gesetzesänderungen und der Eröffnung von Schauspiel-Abteilungen in vielen Schulen und Universitäten im ganzen Land wurde die Schule 1969 geschlossen. Später in diesem Jahr, nach dem Tod von Gilmor Brown, ging das Theater selbst bankrott.

### Als community theater
1986 konnte das Pasadena Playhouse als community theater wieder eröffnet werden. Im Laufe der nächsten 20 Jahre inszenierte das Theater klassische und moderne Theaterstücke sowie Musicals.

## Bekannte Schüler
- John Alvin
- Morris Ankrum
- Dana Andrews
- Eve Arden
- Angela Bassett
- Charles Bronson
- Raymond Burr
- Ruth Buzzi
- Youssef Chahine
- Maxine Cooper Gomberg
- Helmut Dantine
- Frances Dee
- Don DeFore
- Bill Erwin
- Jamie Farr
- Yvonne Lime
- Dabbs Greer
- Gene Hackman
- William Henry
- Samuel S. Hinds
- Dustin Hoffman
- Earl Holliman
- Steve Ihnat
- Carolyn Jones
- Victor Jory
- Celia Kaye
- Makoto Iwamatsu
- Kerwin Mathews
- Victor Mature
- Rue McClanahan
- Douglass Montgomery
- Wayne Morris
- Lloyd Nolan
- Moroni Olsen
- Eleanor Parker
- Charles Pierce
- Tyrone Power
- Robert Preston
- George Reeves
- Barbara Rush
- Onslow Stevens
- Sally Struthers
- Randolph Scott
- Ralph Senensky
- Paul Sorensen
- Harry Dean Stanton
- Gloria Stuart
- Robert Taylor
- George Tobias
- Toni Trucks
- Meg Wyllie
- Gig Young
- Robert Young